# ISO 13850
Die Norm ISO 13850 ist eine sicherheitsspezifische Norm. Sie ist als EN ISO 13850 im Amtsblatt der EU unterhalb der Maschinenrichtlinie gelistet. Daher geht von ihr die Vermutungswirkung bei der Konformitätsbewertung von Maschinen aus.

## Einordnung
Die Norm beschäftigt sich mit Funktion und Wirkungsbereich von Not-Halt Geräten, den Stopp-Kategorien (siehe auch EN 60204-1), der Rückstellung sowie Betriebseinflüssen und Umgebungsbedingungen. Arten von Not-Halt-Geräten werden definiert einschließlich der Betätiger sowie der Vermeidung einer unbeabsichtigten Auslösung. Ebenfalls werden tragbare, kabellose und trennbare Bedienstationen thematisiert.